# Una loca Navidad catracha
Una loca Navidad catracha es una película hondureña escrita y dirigida por Carlos Membreño y estrenada en diciembre de 2014.

## Argumento
Dos hermanos, cuyos nombres son Quiro (Juan Carlos Ortiz) y Filiberto (José Villanueva), vivieron separados durante 20 años y deciden reunirse en Nochebuena. Sin embargo, debido a sus diferencias culturales y tradicionales — ya que uno vive en un pueblo (Gracias, Lempira) y el otro en una ciudad (Tegucigalpa) respectivamente —, su reunión navideña se vuelve una «loca Navidad».

## Reparto
- Juan Carlos Ortiz como Quirófano Barro
- José Jesús Villanueva como Filberto Barro
- Anahí Pérez como Lucía de Barro
- Johanna Membreño como Delfina
- Diego Esteban Betanco como Francisco Barro
- Walter Amaya como Gumercindo Barro